# (10041) Parkinson
(10041) Parkinson es un asteroide que forma parte del cinturón de asteroides y fue descubierto el 24 de abril de 1985 por Eugene Merle Shoemaker y Carolyn Jean S. Shoemaker desde el observatorio del Monte Palomar, Estados Unidos.

## Designación y nombre
Parkinson se designó al principio como 1985 HS1.
Posteriormente, en 2002, fue nombrado en honor del ingeniero estadounidense Bradford Parkinson.

## Características orbitales
Parkinson está situado a una distancia media del Sol de 2,325 ua, pudiendo alejarse hasta 2,784 ua y acercarse hasta 1,866 ua. Tiene una excentricidad de 0,1972 y una inclinación orbital de 23,21 grados. Emplea 1295 días en completar una órbita alrededor del Sol. El movimiento de Parkinson sobre el fondo estelar es de 0,278 grados por día.

## Características físicas
La magnitud absoluta de Parkinson es 13,6.